# 赵敦华
赵敦华（1949年8月18日—），江苏南通人，北京大学博雅讲席教授。

## 生平
1982年毕业于阜阳师范学院中文系，同年考取比利时鲁汶大学，先后于1985年、1988年获硕士和博士学位。1988年起任教于北京大学，曾任北京大学哲学系主任。

## 社会兼职
国务院学位委员会第六届哲学学科评议组召集人，中华外国哲学史学会理事长。

## 奖项和荣誉
2009年，荣获“第五届高等学校教学名师奖”。

## 主要作品
- 《基督教哲学一千五百年》（1994年）
- 《西方哲学简史》（2001年）
- 《现代西方哲学新编》（2001年）
- 《西方哲学的中国式解读》（2002年）
- 《人性和伦理的跨文化研究》（2004年）
- 《回到思想的本源：中西哲学与马克思哲学的对话》（2006年）
- 《圣经历史哲学》（上下卷）》（2011年）
- 《中世纪哲学（上下卷）》（第一主编）（2013年）